# Schwielochsee (comune)
Schwielochsee (in basso sorabo Gójacki jazor) è un comune di 1 482 abitanti del Brandeburgo, in Germania.

Appartiene al circondario di Dahme-Spreewald ed è parte dell'Amt Lieberose/Oberspreewald.
Il comune prende nome dal lago Schwielochsee: non esiste alcun centro abitato con tale nome.

## Storia
Il comune di Schwielochsee venne creato nel 2003 dalla fusione dei comuni di Goyatz, Lamsfeld-Groß Liebitz, Jessern, Mochow, Ressen-Zaue e Speichrow.

## Geografia antropica
Il comune di Schwielochsee è diviso in 6 frazioni (Ortsteil):
- Goyatz (con le località di Guhlen e di Siegadel)
- Lamsfeld-Groß Liebitz (con le località di Lamsfeld e di Groß Liebitz)
- Jessern
- Mochow
- Ressen-Zaue (con le località di Ressen e di Zaue)
- Speichrow